# Liparetrus pectinatus
Liparetrus pectinatus är en skalbaggsart som beskrevs av Britton 1980. Liparetrus pectinatus ingår i släktet Liparetrus och familjen Melolonthidae. Inga underarter finns listade i Catalogue of Life.